# Viés de atribuição
Em psicologia, um viés de atribuição é um viés cognitivo que afeta a maneira como determinamos quem ou ou quê é responsável por um evento ou ação - isto é, que afeta nossa atribuição.
Vieses de atribuição tipicamente se apresentam como diferenças entre o ator e o observador: pessoas envolvidas em uma ação (atores) vêem coisas de maneira diferente das pessoas não envolvidas (observadores). Essas discrepâncias são geralmente causadas por assimetrias de disponibilidade (frequentemente chamadas "saliências" nesse contexto). Por exemplo, o comportamento de um ator é mais fácil de lembrar (e portanto mais disponível para consideração posterior) que o ambiente em que se encontrava; e a confusão interna de uma pessoa é mais disponível para ela mesma que para outras pessoas. Como resultado, nossos julgamentos de atribuição são frequentemente distorcidos nesses sentidos.
Em alguns experimentos, por exemplo, indivíduos eram apresentados a apenas um lado de uma conversação, ou eram capazes de ver a face de apenas um dos participantes que conversavam. Quem quer que fosse melhor apresentado aos observadores era julgado mais importante, ou mais influente, como tendo maior papel no diálogo.
O viés de atribuição mais conhecido é, talvez, o erro da atribuição fundamental.

## Lista de vieses de atribuição
Dentre os vieses de atribuição, podemos mencionar:
- Viés do ator-observador
- Viés egocêntrico
- Efeito do falso consenso
- Viés do livre arbítrio
- Erro fundamental da atribuição
- Erro da atribuição grupal
- Viés da autoconveniência
- Viés da autoconveniência grupal
- Relevância hedonística
- Efeito da negatividade
- Efeito da positividade
- Viés do resultado positivo
- Viés da atribuição de traço pessoal